# Jurij Czesnokow (piłkarz)

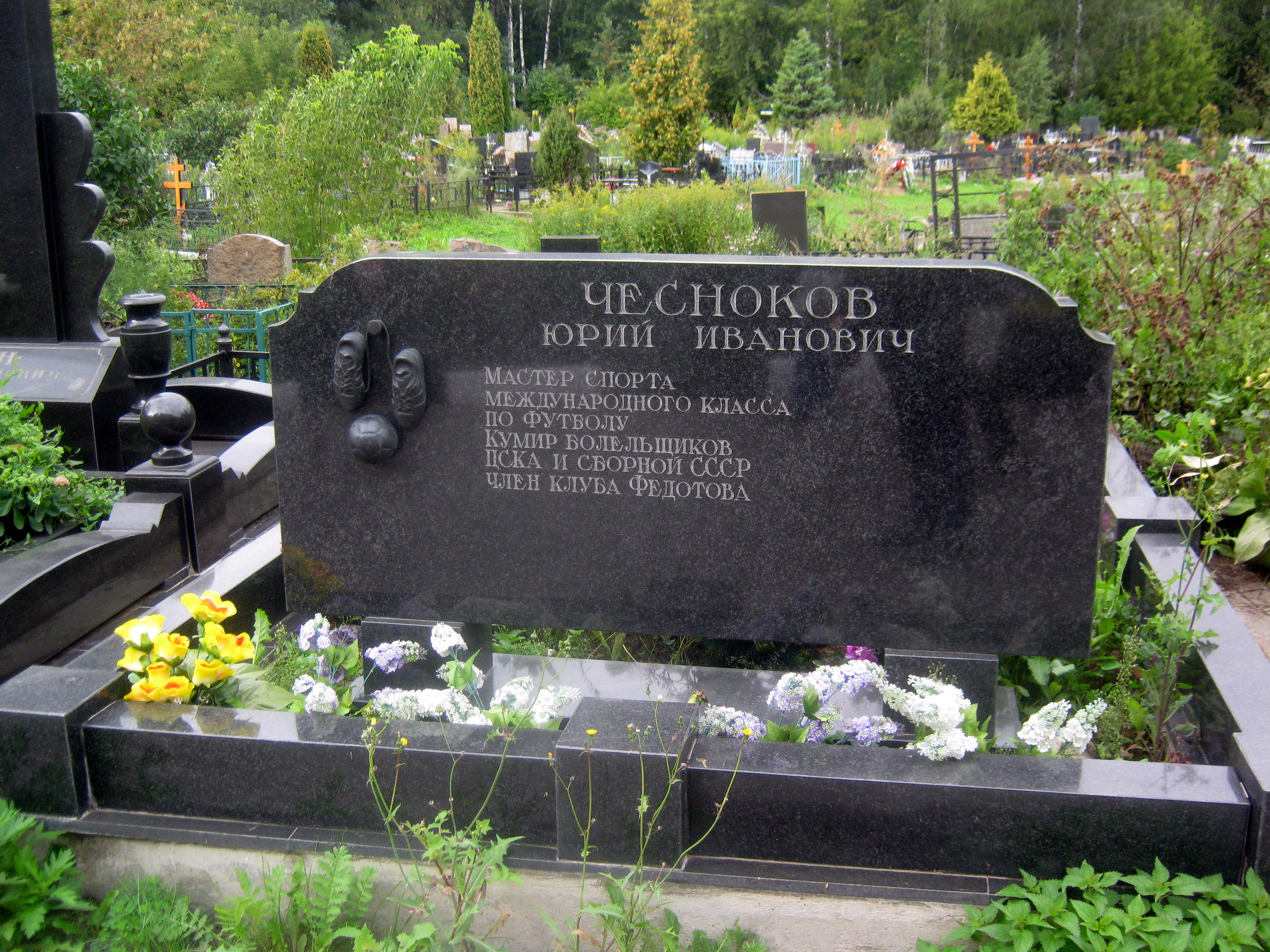
Grób Jurija Czesnokowa na Cmentarzu Pokrowskim w Moskwie

Jurij Iwanowicz Czesnokow (ros. Юрий Иванович Чесноков, ur. 25 stycznia 1952 w Kimry, zm. 21 listopada 1999 w Moskwie) – rosyjski piłkarz, grający na pozycji napastnika, reprezentant Związku Radzieckiego.
Dorosłą karierę futbolową zaczynał w 1971 w Wołdze Kalinin, skąd trafił następnie do Lokomotiwu Moskwa. Najlepszym w jego karierze był okres gry w zespole CSKA Moskwa. Jako zawodnik wojskowego klubu stał się jednym z najlepszych strzelców radzieckiej ekstraklasy, a także zadebiutował w reprezentacji ZSRR. W latach 1976–1979 wystąpił w niej 13 razy, strzelając 5 bramek.
Jednocześnie przez cały okres gry w CSKA nie godził się z porządkami panującymi w wojskowym klubie i uchodził za zawodnika niezdyscyplinowanego. Na początku lat 80. popadł w konflikt z kolejnymi trenerami CSKA – Olegiem Bazylewiczem i Jurijem Morozowem. Decyzją tego drugiego został odsunięty od składu drużyny. Następnie, jako oficer radzieckiej armii, został skierowany do służby w grupie wojsk radzieckich w NRD, a później w leningradzkim okręgu wojskowym. Dopiero w 1991 został przeniesiony do rezerwy. Pracował w spółdzielni sportowej i grał w drużynach oldboy'ów.
Pochowany na Cmentarzu Pokrowskim w Moskwie.